# Vattenpolo vid panamerikanska spelen 1983
Vattenpolo vid panamerikanska spelen 1983 spelades i Caracas i Venezuela under perioden 16–22 augusti 1983.
Endast herrarnas turnering spelades och USA vann. Kuba kvalificerade sig till olympiska sommarspelen 1984 men bestämde sig för att bojkotta spelen. Kanada och Brasilien fick delta i sommar-OS 1984 i Los Angeles som följd av östblockets bojkott, medan USA kvalificerades automatiskt som värdnation.

## Medaljsummering[2]
| Gren                          | Guld | Silver | Brons |
| Herrarnas vattenpoloturnering | USA · Doug Burke · Jody Campbell · Peter Campbell · Gary Figueroa · Steve Hamann · Andrew McDonald · Kevin Robertson · Terry Schroeder · Tim Shaw · John Siman · Jon Svendsen · Joseph Vargas · Craig Wilson | Kuba · Carlos Benítez · Lázaro Costa · Pablo Roger Cuesta · Jesús Derouville · Bárbaro Díaz · Juan Domínguez · Nelson Domínguez · Oriel Domínguez · Miguel Núñez · Oscar Periche · Arturo Ramos · Jorge Rizo · Gerardo Rodríguez | Kanada · John Anderson · René Bol · Geoff Brown · Brian Collyer · Simon Deschamps · George Gross · Sylvain Huet · Alex Juhasz · Rod McDonald · Bill Meyer · Paul Pottier · Gordon Van Tol · Rick Zayonac |

## Placeringar[1][2]
| \| Pl. \| Lag \| \| --- \| ----------- \| \| \| USA \| \| \| Kuba \| \| \| Kanada \| \| 4. \| Brasilien \| \| 5. \| Mexiko \| \| 6. \| Colombia \| \| 7. \| Puerto Rico \| \| 8. \| Venezuela \| |             |
| Pl. | Lag         |
| | USA         |
| | Kuba        |
| | Kanada      |
| 4. | Brasilien   |
| 5. | Mexiko      |
| 6. | Colombia    |
| 7. | Puerto Rico |
| 8. | Venezuela   |

## Statistik

### Skytteliga
Skytteligan innehåller spelarna med minst tio mål.
|    | Spelare               | Lag         | Mål |
| -- | --------------------- | ----------- | --- |
| 1  | Pablo Roger Cuesta    | Kuba        | 26  |
| 2  | Terry Schroeder       | USA         | 23  |
| 3  | Víctor de la Vega     | Puerto Rico | 18  |
| 4  | René Bol              | Kanada      | 16  |
| 4  | Eric Borges           | Brasilien   | 16  |
| 4  | Jorge Rizo            | Kuba        | 16  |
| 7  | John Anderson         | Kanada      | 15  |
| 8  | Gary Figueroa         | USA         | 14  |
| 9  | Bárbaro Díaz          | Kuba        | 13  |
| 10 | Jon Svendsen          | USA         | 12  |
| 11 | Jody Campbell         | USA         | 11  |
| 11 | Jorge Manuel Coste    | Mexiko      | 11  |
| 11 | George Gross          | Kanada      | 11  |
| 11 | Kevin Robertson       | USA         | 11  |
| 15 | Mario Andrade         | Brasilien   | 10  |
| 15 | Carlos Benítez        | Kuba        | 10  |
| 15 | Jorge González        | Colombia    | 10  |
| 15 | Jorge Antonio Íñiguez | Mexiko      | 10  |
| 15 | Silvio Manfredi       | Brasilien   | 10  |
| 15 | Adrián Ortiz          | Venezuela   | 10  |